# Nemoria tractaria
Nemoria tractaria är en fjärilsart som beskrevs av Walker 1861. Nemoria tractaria ingår i släktet Nemoria och familjen mätare. Inga underarter finns listade i Catalogue of Life.